# Оффендорф
Оффендо́рф (фр. Offendorf) — коммуна на северо-востоке Франции в регионе Гранд-Эст (бывший Эльзас — Шампань — Арденны — Лотарингия), департамент Нижний Рейн, округ Агно-Висамбур, кантон Бишвиллер.
Площадь коммуны — 14,22 км², население — 2026 человек (2006) с тенденцией к росту: 2352 человека (2013), плотность населения — 165,4 чел/км².

## Население
Население коммуны в 2011 году составляло 2183 человека, в 2012 году — 2222 человека, а в 2013-м — 2352 человека.
| 1962 | 1968 | 1975 | 1982 | 1990 | 1999 | 2006 | 2008 | 2011 | 2012 | 2013 |
| ---- | ---- | ---- | ---- | ---- | ---- | ---- | ---- | ---- | ---- | ---- |
| 1994 | 1829 | 1790 | 1734 | 1640 | 1886 | 2026 | 2139 | 2183 | 2222 | 2352 |

Динамика населения:

## Экономика
В 2010 году из 1430 человек трудоспособного возраста (от 15 до 64 лет) 1112 были экономически активными, 318 — неактивными (показатель активности 77,8 %, в 1999 году — 75,1 %). Из 1112 активных трудоспособных жителей работали 1034 человека (542 мужчины и 492 женщины), 78 числились безработными (35 мужчин и 43 женщины). Среди 318 трудоспособных неактивных граждан 93 были учениками либо студентами, 155 — пенсионерами, а ещё 70 — были неактивны в силу других причин.